# Janis Valdez
Janis Celeste Valdez (* 15. Juli 1994 in Kalifornien als Janis Celeste Peebles) ist eine US-amerikanische Schauspielerin.

## Leben
Valdez ist unter anderem bekannt für ihre Auftritte in den Filmen Kollisionskurs – Blackout im Cockpit, wo sie 2012 ihr Schauspieldebüt feierte und A Talking Cat!?!. Des Weiteren war sie in der Fernsehserie Suburgatory in der Rolle der Colette zu sehen. Bis 2015 trat sie unter ihrem Geburtsnamen Peebles in Erscheinung. Sie übernahm Episodenrollen in den Fernsehserien Faking It, Crazy Ex-Girlfriend oder Criminal Minds. 2018 war sie in insgesamt fünf Episoden der Fernsehserie Famous in Love in der Rolle der Marisol zu sehen.

## Filmografie
- 2012: Kollisionskurs – Blackout im Cockpit (Collision Course)
- 2013: A Talking Cat!?!
- 2013: Suburgatory (Fernsehserie, Episode 2x15)
- 2013: The Advocates (Fernsehfilm)
- 2015: Faking It (Fernsehserie, Episode 2x20)
- 2016: I Know Where Lizzie Is (Fernsehfilm)
- 2016: #Final60 (Mini-Serie, Episode 1x08)
- 2016: Crazy Ex-Girlfriend (Fernsehserie, Episode 2x04)
- 2016: Sugar Babies (Kurzfilm)
- 2016: Patriettes (Fernsehfilm)
- 2017: Criminal Minds (Fernsehserie, Episode 13x07)
- 2018: Famous in Love (Fernsehserie, 5 Episoden)
- 2020: For the Weekend